# London (film fra 2005)
 For alternative betydninger, se London (flertydig). (Se også artikler, som begynder med London)
London er en amerikansk romantisk dramafilm fra 2005, der er skrevet og instruret af Hunter Richards. De medvirkende tæller Chris Evans, Jason Statham, Jessica Biel, Joy Bryant, Kelli Garner og Isla Fisher.
Filmen fik dårlige anmeldelser.

## Medvirkende
- Jessica Biel som London
- Chris Evans som Syd
- Jason Statham som Bateman
- Joy Bryant som Mallory
- Kelli Garner som Maya
- Isla Fisher som Rebecca
- Dane Cook som George
- Louis C.K. som Therapist
- Casey LaBow som Dominatrix
- Kat Dennings som Lilly
- Lina Esco som Kelly
- Paula Patton som Alex
- Antonio Muñoz som Killer in a Dream

## Eksterne Henvisninger
- London på Internet Movie Database (engelsk)
- London på Filmdatabasen
- London på Scope
- London på AlloCiné (fransk)
- London på MovieMeter (nederlandsk)
- London på AllMovie (engelsk)
- London på Turner Classic Movies (engelsk)
- London på The Movie Database (engelsk)
- London på Metacritic (engelsk)
- London på Box Office Mojo (engelsk)